# Gyges

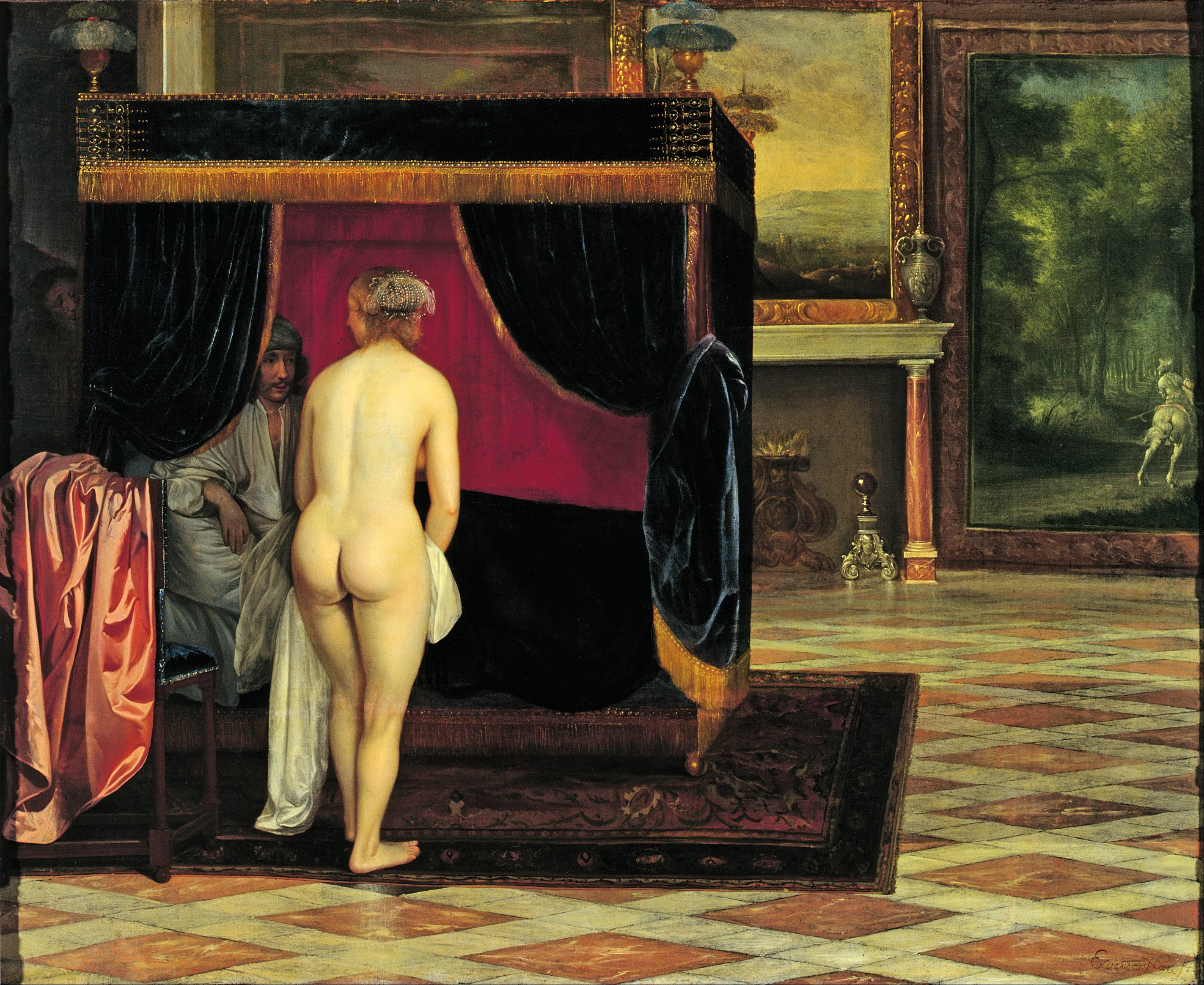
Eglon van der Neer: Die Frau des Kandaules entdeckt den versteckten Gyges.

Gyges (altgriechisch Γύγης Gýgēs) war ein historisch belegter, zudem sagenumwobener König des kleinasiatischen Lydien, welches er vermutlich von 680 bis 644 v. Chr. regierte. Er gilt als Begründer der Mermnaden-Dynastie, die fünf Generationen später mit dem ebenfalls sagenumwobenen König Krösus unterging.
Die mythenhafte Geschichte seiner Machtergreifung ist bei verschiedenen antiken Autoren – in teilweise sehr unterschiedlichen Varianten – überliefert. Insbesondere die Variante von Platon, bei der Gyges mit Hilfe eines magischen Ringes vom einfachen Hirten zum lydischen König aufsteigt, wurde von der Antike bis in die Neuzeit vielfach literarisch bearbeitet.

## Der historische Gyges
Gyges, der wegen seiner irregulären Machtübernahme als Tyrann bezeichnet wird, entstammte den lydisch sprechenden Mermnaden, deren Herkunft ungewiss ist. Durch die Heirat mit der Frau des von ihm ermordeten Vorgängers Kandaules erlangte er die lydische Königsherrschaft. Während seiner Regentschaft hat er Krieg gegen die ionischen Städte Milet und Smyrna geführt sowie die Stadt Kolophon erobert, sonst aber laut Herodot „keine großen Taten vollbracht“. Zudem habe er viele seiner ionischen und karischen Untertanen als Söldner an den ägyptischen Pharao Psammetich I. verkauft. Dadurch wurde er nahezu sprichwörtlich reich, weshalb er seinen Reichtum auch durch zahlreiche Weihgeschenke an das Orakel von Delphi zur Schau stellte.
Die Kimmerer, ein indogermanisches Reitervolk, denen er noch mit Streitwagen und in Phalanx kämpfenden ionischen Söldnern entgegentrat, bedrohten seine Herrschaft. Gyges wandte sich daher schutzsuchend an den assyrischen König Assurbanipal, dem er sich unterwarf und fortan seinen Tribut entrichtete. Das Vordringen der Kimmerer ließ daraufhin nach, verstärkte sich jedoch erneut massiv, als sich Gyges aus der Vasallenschaft Assurbanipals löste. Sie eroberten die lydische Hauptstadt Sardeis, nachdem sich ihnen Gyges vergeblich mit einem Heer entgegengestellt hatte und dabei zu Tode gekommen war. Die von ihm gegründete Mermnaden-Dynastie blieb an der Macht, jedoch konnte sein Sohn und Nachfolger Ardys nur als Vasall der Assyrer regieren.

## Die frühen Erwähnungen

### Griechisch
Homer erwähnt in der Ilias und der Odyssee einen Gygäischen See, an dessen Ufer die Könige Lydiens bestattet worden sein sollen. Dieser See liegt nordwestlich von Sardeis. Der Name des Sees deutet auf den Namen einer Nymphe Gygaia, die dort verehrt wurde.
Hesiod beschreibt in seiner Theogonie eine Gruppe von drei Riesen, den Hekatoncheiren (Hunderthänder), von denen einer Gyes oder Gyges genannt wird. Diese drei Riesen sind die Söhne der Erdgöttin Gaia oder Ge. Darüber hinaus erzählt Hesiod von einem ganzen Geschlecht von Riesen, den Giganten. Das griechische Wort für Riese Gigas entspricht in seiner Konsonantenstruktur dem Namen Gyges.
Der griechische Lyriker Archilochos spielt auf Gyges’ sprichwörtlichen Reichtum an. Laut Herodot schrieb Archilochos auch über dessen Machtergreifung „einen jambischen Trimeter“, davon lässt sich aber in den erhaltenen Fragmenten des Dichters nichts finden.
Diese ältesten Erwähnungen haben verständlicherweise in der Forschung dazu geführt, dass sogar erwogen wurde, Gyges ganz in das Reich der Mythologie zu verweisen.

### Assyrisch und Altes Testament
In den Annalen des Assurbanipal taucht Gyges als Guggu, König von Luddu, auf. Er hatte zwei Häuptlinge der Gimirri (Kimmerer) gefangen nach Niniveh geschickt und sich um ein Bündnis mit Assyrien bemüht. Kurz danach vermerkt Assurbanipal, dass Guggu durch einen Einfall der Skythen ums Leben gekommen sei. Dies hält er für eine gerechte Strafe für dessen Untreue. Ob damit auf eine Unterstützung des ebenfalls aufständischen ägyptischen Königs Psammetich I. angespielt wird, wie in der Forschung vermutet wird, erscheint fraglich, da Psammetich (laut Herodot) nur ionische und karische Söldner zur Verfügung hatte. Für spätere Zeit (unter Kroisos und Amasis) ist ein solches Bündnis allerdings bezeugt. Assurbanipal nennt in diesem Zusammenhang den ägyptischen König Pijamilk. Das muss sich aber nicht auf Psammetich beziehen, da es nichts anderes als König Pije heißt. Ein solcher König ist tatsächlich in der nubischen 25. Dynastie bezeugt, allerdings bereits 100 Jahre vorher.
Die Kimmerier hätten laut Assurbanipal unter der Führung eines gewissen Dugdamme gestanden. Dieser wurde von dem Orientalisten Sayce mit der griechischen Namensform Lygdamis gleichgesetzt.
Von einigen Alttestamentlern wird auch Gog von Magog, der bei Ezechiel erwähnt wird, mit Gyges in Verbindung gebracht. Auch eine Ähnlichkeit mit der in den Büchern Samuel erzählten Geschichte von David und Bathseba ist nicht zu verkennen.

## Die drei klassischen Erzählungen

### Herodot
Die Herrschaft riss Gyges nach Herodot (Historien 1,8-13) an sich, indem er König Kandaules – den die Griechen Myrsilos nennen, einen Nachkommen des Herakles – tötete: Dieser hatte sich in sein eigenes Weib verliebt und seinem getreuen Leibwächter Gyges überschwänglich von ihrer außergewöhnlichen Schönheit erzählt. Gyges wollte aus Schamgefühl davon nichts wissen, so dass ihn Kandaules zwang, seiner Frau im Geheimen beim Umkleiden zuzusehen. Diese erkannte Gyges jedoch, als er sich aus dem Zimmer wieder hinausschlich, und zwang ihn – da er sie nackt gesehen habe – tags darauf zu der Entscheidung, entweder durch die Hand ihr treu ergebener Diener zu sterben oder den König zu töten und sie zur Frau zu nehmen. Gyges wählte das Leben und die Königsherrschaft. Seine Herrschaft wurde durch einen Spruch des Orakels von Delphi bestätigt, so dass er schließlich auch von den Anhängern des Kandaules anerkannt wurde. Aus Dankbarkeit machte er auch Stiftungen an das griechische Heiligtum von Delphi, das ihn als König der Lyder bestätigt hatte. Diese Weihgeschenke waren im Schatzhaus der Korinther abgestellt und wurden Gygadas genannt.
Gyges führte Krieg gegen benachbarte griechische Städte wie Kolophon, Magnesia am Mäander, Milet und Smyrna. Herodot kennt ebenfalls, wie Homer, den Gygaischen See und die daran liegenden Hügelgräber der lydischen Könige.

### Xanthos
Nach der bei Nikolaos von Damaskus überlieferten Erzählung von Xanthos dem Lyder kommt Gyges mit 18 Jahren an den Hof des Königs Adyattes. Dort beeindruckte er mit seinen Reit- und Waffenkünsten, sodass ihn Adyattes in seiner Leibwache aufnahm. Das anfängliche Misstrauen des Königs konnte Gyges durch die Erfüllung selbst der schwierigsten Aufgaben ausräumen. Adyattes begann Gyges zu bevorzugen, was unter den anderen Leibwächtern Neid hervorrief. Einer von ihnen, Lixos aus dem Geschlecht der Tyloniden, habe in Sardeis „unter der Maske des Wahnsinns“ geschrien, Gyges wolle den König umbringen. Adyattes schenkte dem jedoch keine Beachtung.
Kurze Zeit später wollte König Adyattes die Prinzessin Tudo, Tochter des Königs Arnossos, zur Frau nehmen. Sie lebte in der Stadt Ardynion nahe Theben, und so hatte der König Gyges geschickt, um sie mit einem Wagen zu holen. Am Tag, als Gyges mit ihr nach Sardeis aufbrechen wollte, ließen sich zwei Adler auf dem Brautgemach nieder, was die Wahrsager dahingehend deuteten, dass Tudo in der ersten Nacht Braut zweier Könige sein werde.
Auf der Reise bedrängte Gyges die zukünftige Königin Tudo, die sich zur Wehr setzte. In Sardeis berichtete sie Adyattes von den Vorkommnissen, der daraufhin anordnete, Gyges zu töten. Eine Palastsklavin, die dies mit anhörte, warnte Gyges, der daraufhin mit seinen Getreuen die Gemächer des Königs stürmte und diesen erschlug. Anschließend ließ er alle Höflinge, von denen er meinte, sie seien ihm feindlich gesinnt, umbringen. Wenig später ließ er eine Volksversammlung der Lyder einberufen, um sich als neuer König auszurufen. Die Bevölkerung zeigte sich zunächst entsetzt über den Tod des Königs Adyattes, wagte angesichts der bewaffneten Gefolgschaft des Gyges aber keinen Aufstand. Der Usurpator ließ sich seine Herrschaft vom delphischen Orakel bestätigen und nahm Tudo zur Frau.

### Platon
Nach Platon (Politeia 2,359b-360d) benutzte ein Vorfahre des Gyges einen unsichtbar machenden Ring, sowohl um die Königin zu sehen, als auch um die Macht zu erringen. Dabei ist darauf hinzuweisen, dass der Vatername des Gyges (Daskylos) und Ring (Daktylios) im Griechischen sehr ähnlich sind.
Platon erzählt, dass der Vorfahre Gyges’ als einfacher Hirte (siehe auch Attis, Paris…) eines Tages in einer Erdspalte, die sich nach einem Erdbeben gebildet hatte, eine Höhle entdeckte, in der er ein hohles Pferd aus Bronze und darin wieder einen übermenschlich großen Leichnam fand, von dessen Finger er einen Ring abzog. Als er an diesem Ring drehte, wurde er unsichtbar. Am Königshof verführte er mit Hilfe dieses Ringes nun die Königin, tötete den König und riss die Herrschaft an sich. Der Vorfahre Gyges’ gehört bei Platon nicht zur unmittelbaren Umgebung des Königs, als dessen Hetairos, sondern ist ein einfacher Hirte.

## Hellenismus

### Alexandrinische Chronographie
Die Gelehrten am Museion in Alexandria interessierten sich für die Frage, wann Gyges eigentlich regiert habe, weil sie damit Homer, Hesiod und Archilochos datieren wollten. Von ihren Datierungsversuchen ist aber wenig erhalten.

### Daniel und Susanna
In Alexandria wurden die Bücher des Alten Testaments ins Griechische übersetzt. Das Ergebnis ist die sogenannte Septuaginta. Neben den Ezechiel-Stellen von Gog aus Magog, die nicht auf Gyges bezogen wurden, befand sich darunter auch im Buch Daniel eine Erzählung von Susanna im Bade, die dabei von mehreren Männern belästigt wird.

## Kaiserzeit
Wahrscheinlich in Alexandria entwickelten sich zwei völlig unterschiedliche Fassungen der Erzählung. Nach der einen lag die Macht in Lydien bei der Königin und sie entschied, wer ihr Gatte sein sollte und brachte dies durch Übergabe ihrer Machtinsignien zum Ausdruck. Nach der anderen wurde die Königin erst an den Hof von Sardeis gebracht. Die erste Version findet sich bei Ptolemaios Chennos, Plutarch und Hygin. Die zweite Version findet sich besonders bei Nikolaos von Damaskos.

### Griechisch
Nach dem Geographen Strabon sollen die Kimmerer unter Lygdamis die Unterstadt von Sardeis erobert haben.
Nikolaos schrieb um die Zeitenwende eine umfangreiche Weltgeschichte, in der er Xanthos benutzt haben soll. Dies ist in der Forschung nicht ganz unumstritten. Der Text seiner Weltgeschichte ist erst aus der Zeit des Kaisers Konstantinos Porphyrogennetos in Auszügen erhalten.
Zur Zeit der Flavier schrieb Flavius Josephus mehrere Werke über jüdische Geschichte, worin er auf eine ihm bekannte Geschichte anspielt, in welcher Salomon im Besitz des Rings gewesen sein soll und damit die Dämonen beherrscht haben soll.

#### Das Oxyrhynchos-Fragment
Im ägyptischen Oxyrhynchos wurde ein Papyrus-Fragment gefunden, auf dem sich ein Teil einer hellenistischen, dramatischen Bearbeitung befindet. Edgar Lobel, der Herausgeber des 23. Bandes der Oxyrhynchos-Papyri, dachte an Phrynichos als möglichen Autor. Ob dieses Theaterstück bis an den Anfang des fünften Jahrhunderts vor Christus zurückgeht, ist in der Forschung umstritten. Es wurde sogar erwogen, dass es sich gar nicht um ein Theaterstück, sondern um eine Verserzählung handele.

#### Ptolemaios Chennos, Plutarch, Eusebius und das Siegel Salomos
Die Ring-Geschichte wird von dem kaiserzeitlichen Mythographen Ptolemaios Chennos dahingehend ausgebaut, dass der Ring im Besitz der Königin gewesen sein soll, die mit seiner Hilfe den hinter der Schlafzimmertür versteckten Gyges gesehen habe und ihm den Ring gegeben haben soll, um mit seiner Hilfe den König Kandaules umzubringen. Diese Version ist bei Photios und Johannes Tzetzes überliefert.
Nach Plutarch bediente sich Gyges karischer Söldner unter der Führung des Arselis von Mylasa bei seiner Machtergreifung und verdankte seine Macht einer von Kandaules veruntreuten Amazonenaxt, die von dessen Vorfahren Omphale und Herakles auf ihn vererbt worden war. Plutarch kennt auch noch die in Delphi ausgestellten Weihgeschenke des Gyges, aber bereits Pausanias erwähnt diese nicht mehr.
Der christliche Chronograph Eusebius von Caesarea führt Gyges in seiner Chronik auf, gibt ihm aber im Gegensatz zu Herodot 36 Regierungsjahre und lässt ihn von 699 bis 663 v. Chr. regieren.
Die bei Josephus nur erwähnte Geschichte von Salomons dämonenbeherrschenden Ring wird in einer christlichen Erzählung unter dem Titel Das Siegel Salomos oder Salomos Testament voll entwickelt.

### Lateinisch
Die Ring-Erzählung fand bei Cicero Eingang in die lateinische Literatur. In seiner philosophischen Schrift De officiis gibt er eine lateinische Fassung der Erzählung Platons.
Plinius der Ältere erwähnt in seiner Naturgeschichte, dass der phrygische König Midas ebenfalls im Besitz des Rings gewesen sein soll.
Der kaiserzeitliche Mythograph Hyginus erwähnt an mehreren Stellen seines Werks ebenfalls den magischen Ring. Dabei bringt er ihn allerdings nicht mit Gyges in Verbindung, sondern erwähnt nur dessen Herstellung aus einer Schlange vom Fluss Sangarios in Phrygien durch Herakles, der den Ring über Omphale im lydischen Königshaus weiter vererbt.
In dem Geschichtswerk des Pompeius Trogus, das in der Kurzfassung des Marcus Iunianus Iustinus erhalten ist, wird Gyges im Wesentlichen nach Herodot geschildert. Dabei wird nur eine geringfügige Änderung bei der moralischen Wertung vorgenommen.
Die Geschichte von Salomon und seinem Ring fand Eingang in den jüdischen Talmud.

## Byzantinische und arabische Texte

### Suda
Das byzantinische Lexikon Suda kennt die Ring-Geschichte ebenfalls, allerdings nur in der Fassung Platons, ohne die Erweiterungen von Ptolemaios Chennos.

### In Tausendundeiner Nacht
Das Märchen von Aladin zeigt schon in seiner Grundstruktur große Ähnlichkeit mit der Gyges-Geschichte. Ein armer Handwerker schwingt sich mithilfe eines magischen Utensils (hier einer Lampe) zum König auf. Wie bei Platon findet er dieses Utensil in einer bisher verschlossenen Höhle. Er beobachtet die Königstochter auf dem Weg zum Bade und dort beim Ablegen des Schleiers. Der Weg zum Thron führt über die weibliche Linie. Der erste Mann, mit dem die Königstochter vereint werden soll, ist diesmal nicht der herrschende König, sondern der Sohn von dessen Wesir. Dieser wird aber am Genuss der Hochzeitsnacht gehindert, die er vor Kälte zitternd in einer Abstellkammer verbringt. Ein Vergleich mit Gunthers Hochzeitsnacht im Nibelungenlied liegt nahe, wo Siegfried (ebenfalls getarnt) eingreift.

## Moderne Bearbeitungen des Stoffes
- Hans Sachs: Die nackat Kunigin von Lydia
- Pierre Firmian: Gyges Gallus
- Christian Tschirner: Ursprung der Welt, Bühnenstück[14][15]
- Jean de La Fontaine
- Théophile Gautier
- Friedrich Hebbel brachte den Stoff Gyges und sein Ring (1854) ebenfalls auf die Bühne.
- Karl Ferdinand Kohns Burleske „Der Ring des Gyges“ wurde im November 1863 in Wien uraufgeführt[16]
- André Gide in seiner Erzählung Le Roi Candaule
- Alexander von Zemlinsky nahm eine deutsche Übersetzung Gides als Vorlage für seine Oper Der König Kandaules (1935/36)
- Mario Vargas Llosa: Lob der Stiefmutter, Roman
- Anthony Powell: Könige auf Zeit, Band 11 von Powells Romanzyklus Ein Tanz zur Musik der Zeit

Auch Michael Ondaatjes Roman Der englische Patient zitiert den Stoff an zentraler Stelle.